# Phallusia recifensis
Phallusia recifensis is een zakpijpensoort uit de familie van de Ascidiidae. De wetenschappelijke naam van de soort is voor het eerst geldig gepubliceerd in 1977 door Millar.